# Quai Sud Télévisions
Quai Sud Télévisions est une société de production de télévision française créée en 1996 par l'animateur de radio et de télévision Julien Courbet, dirigé par Édouard Boccon-Gibod et appartenant à TF1 depuis 2005. Le 1er janvier 2009, La société fusionne avec les autres boites de production appartenant a TF1 (GLEM, Yagan Productions, Alma Productions, TAP – Tout Audiovisuel Production, TF1 Publicité Production) pour former TF1 Production.
Quai Sud Télévisions produisait Sans aucun doute et Confessions intimes.

## Production
- Sans aucun doute
- Ça peut vous arriver
- Pascal, le grand frère
- Confessions intimes
- Les Sept Péchés capitaux (de 1999 à juin 2006)
- Le Champion de la télé (de avril à octobre 2003)
- La Grande Soirée Anti-Arnaque (de février 2004 à juin 2007)